# Жлковце
Жлковце (слч. Žlkovce) су насељено мјесто са административним статусом сеоске општине (слч. obec) у округу Хлоховец, у Трнавском крају, Словачка Република.

## Становништво
| Година:    | 1994. | 2004.   | 2014.   | 2024.   |
| ---------- | ----- | ------- | ------- | ------- |
| Број људи: | 624   | 648     | 659     | 627     |
| Разлика:   |       | +3,84 % | +1,69 % | -4,85 % |

| Година:    | 2023. | 2024.   |
| ---------- | ----- | ------- |
| Број људи: | 646   | 627     |
| Разлика:   |       | -2,94 % |

Према подацима о броју становника из 2024. године насеље је имало 627 становника.